# توماس باتلر (رياضي)
توماس باتلر (بالإنجليزية: Thomas Butler)‏ (و. 1871 – 1928 م) هو رياضي بريطاني، ولد في مقاطعة وترفورد، شارك في الألعاب الأولمبية الصيفية 1908، توفي عن عمر يناهز 57 عاماً.

## روابط خارجية
- توماس باتلر على موقع اللجنة الأولمبية الدولية (الإنجليزية)
- توماس باتلر على موقع أوليمبيديا (الإنجليزية)